# Rivière aux Brochets (Lac-Masketsi)
Pour les articles homonymes, voir Rivière aux Brochets et Brochet.
La rivière aux Brochets est un affluent de la rivière du Milieu, coulant dans l'agglomération de La Tuque et dans le territoire non organisé du Lac-Masketsi (MRC de Mékinac), dans la région administrative de la Mauricie, dans la province de  Québec, au Canada.

## Géographie
La rivière aux Brochets tire sa source à l'embouchure du lac Traversy (longueur : 0,9 km ; altitude : 358 m) ; ce plan d'eau est situé dans l'ancien territoire non organisé du Petit-lac-Wayagamac, dans le territoire de La Tuque, à 5,2 km au sud-est du lac Wayagamac et à 5,4 km au sud-est du lac à Beauce. Ce lac fait partie de la zec de la Bessonne.
À partir de l'embouchure du lac Traversy, la rivière aux Brochets coule sur 25,8 km selon les segments suivants :
- 3,6 km vers le nord-ouest, en traversant le lac Goulet et le lac Cuisy, jusqu'au pont situé à l'embouchure de ce dernier ;
- 4,7 km vers le sud-est, en coupant le chemin de fer du Canadien National, en traversant le lac Lapointe (altitude : 228 m), jusqu'à l'embouchure du lac Albert (longueur : 0,5 km ; altitude : 221 m) que le courant traverse sur sa pleine longueur ; ce lac fait partie des lacs Thiffault ;
- 4,8 km vers le sud-est, jusqu'à l'embouchure du lac aux Brochets (longueur : 2,7 km ; altitude : 215 m) que le courant traverse sur sa pleine longueur ;
- 8,0 km vers le sud-est, en traversant le lac du Chat (longueur : 2,7 km ; altitude : 205 m) que le courant traverse sur sa pleine longueur ;
- 4,7 km vers le sud-est en serpentant jusqu'à la confluence de la rivière[2].

La confluence de la rivière aux Brochets se déverse sur la rive nord-ouest de la rivière du Milieu, dans le canton de Carignan, presque à la limite du canton Hackett. Cette confluence est située à :
- 2,5 km à l'est de la baie du Nord du lac Mékinac ;
- 1,0 km à l'ouest du centre du hameau de Rivière du Milieu ;
- 4,6 km au nord-est de la confluence de la rivière du Milieu.

## Toponymie
Le toponyme rivière aux Brochets a été officialisé le 5 décembre 1968 à la Banque des noms de lieux de la Commission de toponymie du Québec.